# Vitomirești
Vitomirești là một xã thuộc hạt Olt, România. Dân số thời điểm năm 2002 là 2731 người.